# Ribera de Sant Marçal
La Ribera de Sant Marçal, o Torrent de Riu-sec, és un torrent de la Catalunya del Nord, d'orientació nord-oest - sud-est. És un curs d'aigua de les comarques del Rosselló i del Vallespir, de règim torrencial, que neix en els contraforts orientals del Massís del Canigó i discorre pel termenal entre les comunes de Montboló i de Sant Marçal i, per tant, entre les comarques del Vallespir i del Rosselló.
Al llarg dels seus 2,3 quilòmetres, aproximadament, de recorregut fa sempre de termenal comunal i comarcal. El seu curs és bastant sinuós, ateses les característiques orogràfiques dels contraforts del Canigó. Es forma en el vessant sud-est del Roc Rodon, i davalla seguint una direcció de nord-oest a sud-est, fins que s'aboca en la Ribera Ampla prop del Molí d'en Vila, al nord de Montboló.